# Angelo Stazzi
Angelo Stazzi (Roma, 25 dicembre 1945) è un serial killer italiano, responsabile dell'omicidio della sua amante nel 2001 e della morte di almeno cinque pazienti in una casa di cura a Tivoli nel 2009.

## Biografia
Stazzi lavorò per ventisei anni al Policlinico "Gemelli" prima di licenziarsi nel 1996. È sposato dal 1976 e ha due figlie. Dopo il licenziamento, lavora in proprio come infermiere professionale e vive a Montelibretti, dove lavora anche a una lista civica di centro-destra.       

### Scomparsa di Maria Teresa Dell'Unto
Il 29 marzo 2001 Maria Teresa Dell'Unto (nata a Castelnuovo di Porto il 6 giugno 1943), infermiera al Policlinico "Gemelli" di Roma, uscì di casa verso le 9:30 di mattina, si recò alla stazione di Anguillara Sabazia e non fece più ritorno. Poco tempo dopo la scomparsa, tra il 2 aprile e il 4 giugno 2001, la famiglia di Maria Teresa ricevette una lettera con all'interno una fede nuziale e due telegrammi spediti da Torino. All'interno dei telegrammi erano scritti i testi "Non vi preoccupate, sto bene, penso di tornare presto" e "Mi trovo bene, non mi cercate. Sto facendo un periodo di riflessione, non sono sola". Le autorità sequestrarono i telegrammi insieme alla lettera che recitava "Teresa sta bene. Vi fa sapere che verrà a casa quando le figlie cambieranno carattere". La fede nuziale venne riconosciuta dal marito e dalle figlie come appartenente a Maria Teresa e risalente al primo matrimonio di quest'ultima, celebrato nel 1963 con Giancarlo Mari (deceduto nel 1981).  
Stazzi era sempre molto presente nella vita della Dell'Unto e in quella della sua famiglia, motivo per il quale fu inizialmente indagato, ma la sua posizione venne archiviata nel 2005 insieme a tutto il caso in quanto si ritenne credibile l'ipotesi dell'allontanamento volontario. Nel gennaio 2009, però, il caso venne riaperto poiché dopo ulteriori indagini risultò improbabile che la Dell'Unto abbia voluto allontanarsi volontariamente dalla sua famiglia: secondo le testimonianze, era in un momento di grande progettualità professionale sia a breve che a lungo termine e, prima di scomparire, aveva tirato fuori dal frigo un pollo e l'aveva messo a scongelare nel lavandino, azione che lasciava intendere un suo ritorno a casa per la sera. I sospetti su Stazzi si intensificarono quando una donna, sua conoscente e residente a Torino, dichiarò che Stazzi le aveva commissionato quei telegrammi poi spediti alla famiglia Dell'Unto nel tentativo di depistare le indagini. Inoltre, Stazzi aveva dichiarato alle autorità che la mattina del 29 marzo 2001 si trovava a Montelibretti ma emerse che il suo cellulare aveva agganciato la cella telefonica di Anguillara Sabazia, luogo dell'ultimo avvistamento di Maria Teresa. Infine, venne scoperto che la mattina della scomparsa il cellulare di Maria Teresa rimase spento per ore per poi riaccendersi e trovarsi nella zona di Montelibretti, dove abitava proprio Angelo Stazzi. 

### Morti in ospedale
Nel frattempo che la sua posizione peggiorava nel caso della scomparsa di Maria Teresa, Stazzi trovò impiego come infermiere alla casa di riposo "Villa Alex" a Tivoli. Dopo pochi mesi, venne accusato e arrestato per il decesso di sette pazienti nella casa di riposo tra il dicembre 2008 e il settembre 2009: si scoprì infatti che a questi erano state somministrate ingenti quantità di insulina, causando una condizione di coma che portava alla morte. I pazienti tra i 70 e i 90 anni morti in modo sospetto furono Caterina Candidi, Loira Zoppi, Carmela Antonelli, Lucia Pia Vita, Gregorio Ferrante, Evaristo Massardi e Maria Teresa Cutullè. Una delle vittime, Carmela Antonelli, morì il 9 agosto 2009 dopo nove giorni di coma ipoglicemico. L'omicidio di Maria Teresa Cutullè, invece, fece aumentare i sospetti su Stazzi in quanto la morte della donna non fu immediata e nel suo sangue furono trovate tracce di insulina. Il vero movente per questi delitti non emerse mai ma, durante il processo, il p.m. lo attribuì a una forma di narcisismo delirante dell'uomo che avrebbe provato piacere nel tenere una vita umana nelle proprie mani e decidere se spezzarla o no, cercando il delitto perfetto e ripetendolo in maniera seriale. Risultò che con due massicce iniezioni di insulina Stazzi avesse ucciso anche il cane di uno dei pazienti di Villa Alex, perché disturbava la quiete del suo ambiente di lavoro.

### Arresto
Stazzi venne incastrato per l’omicidio della Dell’Unto da ulteriori intercettazioni con una sua amica, dai vari prestiti di denaro fatti da Maria Teresa a Stazzi (anche dopo la sua scomparsa) e dal fatto che aveva regalato l’orologio di Maria Teresa alla sua compagna. Arrestato il 28 ottobre 2009, confessò l'omicidio di Maria Teresa indicando alle autorità i resti ossei della donna sepolti nel suo giardino. 
Dichiarò che l'aveva uccisa nella sua casa dopo una discussione legata al fatto che l'uomo volesse troncare la relazione con la donna, al contrario di quest'ultima che invece minacciò di rivelare l'esistenza della relazione alla moglie di Stazzi che era all'oscuro di tutto. Al culmine della lite, Stazzi tirò uno schiaffo alla Dell'Unto che cadde a terra sbattendo la testa contro lo spigolo del camino: nonostante i tentativi di rianimazione la donna morì sul colpo e Stazzi seppellì il cadavere nel giardino di casa, dove rimase per otto anni prima di venire riesumato il 25 novembre 2009.

### Processo
Il 30 settembre 2010 Stazzi venne rinviato a giudizio per l'omicidio di Maria Teresa Dell'Unto. La sentenza arrivò l'anno successivo, il 22 dicembre 2011, e l'infermiere fu condannato a 24 anni di reclusione oltre che a un risarcimento in denaro ai tre figli di Maria Teresa. Appena un anno Stazzi tornò in Tribunale per sostenere il processo a suo carico sui morti sospetti nella casa di cura "Villa Alex". I decessi denunciati dai sanitari furono in totale sette, ma Stazzi venne riconosciuto responsabile solo per cinque di questi. Il 26 marzo 2014 venne chiesto l'ergastolo per Angelo Stazzi, pena alla quale fu condannato il 31 marzo. La pena fu confermata in appello e successivamente dalla cassazione il 13 luglio 2016. Attualmente Stazzi sconta la sua condanna nel carcere di Rebibbia.